# Shining Force Feather
Shining Force Feather (シャイニング・フォース フェザー, Shainingu Fōsu Fezā) es un videojuego de rol táctico por turnos desarrollado por Flight-Plan y distribuido por Sega. Es la vigésima entrega de la serie Shining (sin contar remakes) y fue lanzada en Japón el 19 de febrero de 2009. Producido por Yoichi Shimosato y contando con personajes diseñados por Noizi Ito y cinemáticas hechas por el famoso estudio de animación Studio Hibari, fue el único juego de Shining Force lanzado en la Nintendo DS.

## Jugabilidad
Shining Force Feather presenta un sistema de batalla estratégico por turnos con una perspectiva aérea. Una vez que un enemigo es seleccionado para ser atacado, el juego cambia a una perspectiva lateral. Esta fase ocurre en tiempo real y el jugador debe presionar botones para activar varios ataques. Además de realizar ataques en solitario, el sistema de batalla permitirá a los jugadores realizar ataques combinados con varios miembros del equipo. Y en lugar de colocar las unidades en una cuadrícula, como en muchos títulos previos de la serie Shining, el jugador tiene más libertad y puede colocar una unidad dentro de un rango circular mostrado en cada turno. Otro aspecto que diferencia a Shining Force Feather de títulos anteriores de la serie Shining Force es que los personajes cuentan con un medidor de acciones que se gastará cuando el usuario realice tanto ataques como hechizos. Este nuevo medidor se recarga automáticamente con el pasar de los turnos o con diversas acciones durante la batalla, como presionar el botón correcto al recibir ataques de unidades enemigas.

## Trama
Hace 3000 años, una guerra entre los guerreros de la Fuerza Resplandeciente y las fuerzas enemigas conocidas como los Kyomu sumió al mundo en el caos. Esa guerra es recordada principalmente a través de ítems conocidos como artefactos, los cuales fueron sellados tras la guerra. 3000 años después, un joven Cazador de Tesoros llamado Jin y su amigo Bail descubren unas ruinas escondidas donde encuentran un artefacto perdido y despiertan accidentalmente a una chica androide llamada Alfeen. Una nueva aventura en busca de los artefactos perdidos acaba de empezar.

## Personajes

### Personajes del grupo
- Jin (ジン), Voz por: Wataru Hatano
- Alfeen (アルフィン, Arufin), Voz por: Shizuka Itō
- Bail (ベイル, Beiru), Voz por: Daisuke Ono
- Miriam (ミリアム, Miriamu), Voz por: Kanae Itō
- Teeda (ティーダ), Voz por: Ami Koshimizu
- Julius (ユリアス, Yuriasu), Voz por: Hiroshi Kamiya
- Rush (ラッシュ, Rasshu), Voz por: Kenn
- Pipin (ピピン), Voz por: Emiri Katō
- Grizeria (グリゼリア, Gurizeria), Voz por: Kikuko Inoue
- Valbazan (バルバザン, Barubazan), Voz por: Akio Ōtsuka
- Cocot (ココット, Kokotto), Voz por: Ui Miyazaki

### Imperio Zylon
- Shuuou (シュウホウ), Voz por: Junichi Suwabe
- Ravinia (ラヴィニア), Voz por: Miyuki Sawashiro
- Shizuma (シズマ), Voz por: Jun Fukuyama
- Longun (ロンガン, Rongan), Voz por: Shūichi Ikeda
- Layfa (レイファ, Reifa), Voz por: Hiromi Konno
- Zekuu (ゼクウ), Voz por: Toshihiko Seki
- Gyaon (ギャオン), Voz por: Hiro Yūki

### Otros
- Sayaka (サヤカ), Voz por: Tomoe Ohmi
- Oushin (オウシン), Voz por: Yukimasa Kishino